# Deftones
Deftones ist eine US-amerikanische Alternative-Metal-Band aus der kalifornischen Hauptstadt Sacramento, die 1988 gegründet wurde. Sie gelten neben Korn als Mitbegründer des Nu Metal, distanzierten sich im Laufe ihrer Karriere jedoch zunehmend von diesem Genre. Wegen ihrer Experimentierfreudigkeit werden die Deftones auch als „die Radiohead des Metal“ bezeichnet.
Die Band hat bis heute neun Studioalben veröffentlicht, von denen drei in ihrem Heimatland mit Platin und eines mit einer Goldenen Schallplatte ausgezeichnet wurde. Bei den Grammy Awards 2001 wurde ihr Lied Elite in der Kategorie Best Metal Performance ausgezeichnet. Insgesamt wurde die Band dreimal für einen Grammy nominiert.
Der Bandname wurde vom Gitarristen Stephen Carpenter kreiert. Er verband das Wort „def“ aus dem Hip-Hop-Jargon mit dem Suffix „tones“, der in den 1950er Jahren von Doo-Wop-Bands wie z. B. den Harptones verwendet wurde. Weiterhin ist der Bandname ein Wortspiel mit dem Ausdruck „tone deaf“, der auch als Amusie bezeichneten Unfähigkeit, trotz intakter Sinnesorgane Tonfolgen zu erkennen und wiederzugeben.

## Bandgeschichte

### Frühe Jahre (1988 bis 1996)

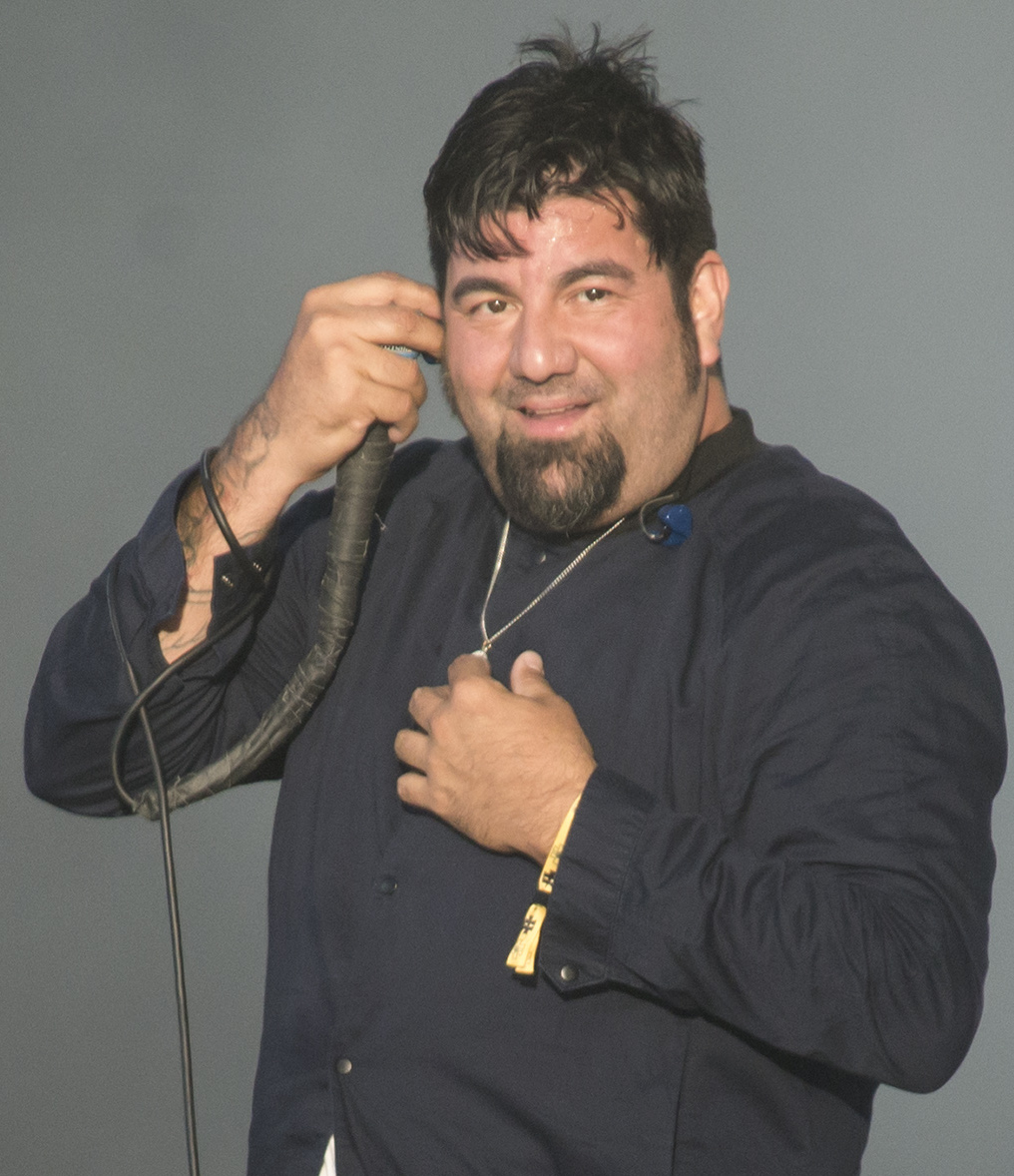
Sänger Chino Moreno

In den späten 1980er Jahren besuchten der Sänger Chino Moreno, der Schlagzeuger Abraham „Abe“ Cunningham und der Gitarrist Stephen Carpenter die C.K. McClatchy High School in Sacramento und verbrachten beim Skateboarden Zeit miteinander. Ab etwa 1988 begannen die drei in Carpenters Garage Musik zu machen Kurze Zeit später kam der Bassist Dominic Garcia hinzu, der seit seiner Kindheit mit Chino Moreno befreundet war. Im Jahre 1990 wechselte Abe Cunningham zu der Band Phallucy und Garcia wechselte an das Schlagzeug. Neuer Bassist wurde Chi Cheng. In dieser Besetzung spielten die Deftones ihr erstes Demo ein. Im folgenden Jahr verließ Dominic Garcia die Band und wurde durch John Taylor ersetzt, bevor Abe Cunningham im Jahre 1993 zurückkehrte. In den folgenden Jahren spielte die Band zahlreiche Konzerte zunächst im Großraum Sacramento und später in Kalifornien, unter anderem mit der Band Korn. Bei einem Konzert in Los Angeles, bei dem der Großteil des Publikums die Halle bereits verlassen hatte, beeindruckten die Deftones mit Guy Oseary einen Vertreter von Maverick Records, einem von Madonna mitbegründeten Plattenlabel, die die Deftones im Jahre 1995 unter Vertrag nahmen.
In Seattle nahmen die Deftones zusammen mit Terry Date ihr Debütalbum Adrenaline auf, welches am 3. Oktober 1995 veröffentlicht wurde. Auch wenn der kommerzielle Erfolg zunächst ausblieb konnte die Band durch extensives Touren und Mund-zu-Mund-Propaganda über 220.000 Einheiten absetzen. Das Album erhielt in den Vereinigten Staaten Platin und im Vereinigten Königreich Gold. Adrenaline gilt als eines der stärksten Argumente für die Nu-Metal-Bewegung. Ein Jahr später steuerten die Deftones das Lied Teething zu dem Soundtrack des Films The Crow – Die Rache der Krähe bei. In dem Film ist die Band kurz zu sehen, wie sie das Lied aufführt. Deftones tourten im Vorprogramm von Life of Agony, Anthrax, Ozzy Osbourne, Korn, Pantera und White Zombie. 1996 folgten zwei eigene Headlinertourneen, die Teilnahme an der Warped Tour sowie eine Tournee im Vorprogramm von Kiss im Rahmen ihrer Reunion.

### Kommerzieller Durchbruch und Stilwechsel (1997 bis 2001)

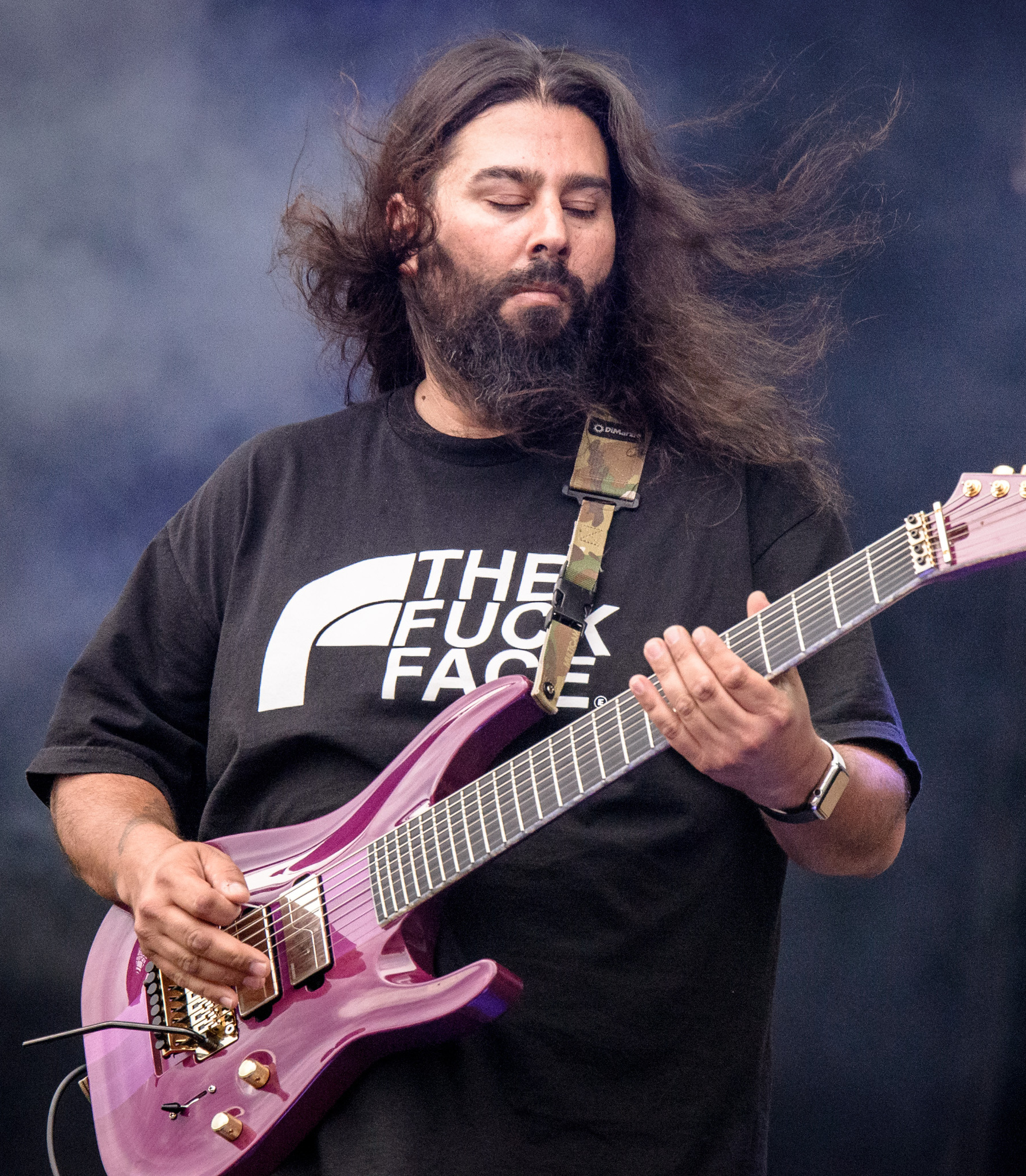
Gitarrist Stephen Carpenter

Im Frühjahr 1997 kehrte die Band nach Seattle zurück, um mit Terry Date das zweite Studioalbum Around the Fur aufzunehmen. Die Band widmete das Album Dana Wells, dem Stiefsohn des Soulfly-Sängers Max Cavalera. Wells war eng befreundet mit Chino Moreno und kam bei einem Verkehrsunfall ums Leben. Als Gastsänger sind Max Cavalera bei dem Lied Headup und Abe Cunninghams Ehefrau Annalynn bei dem Lied MX zu hören. Das Album erschien am 28. Oktober 1997 und erreichte Platz 29 der US-amerikanischen und Platz 56 der britischen Albumcharts. Dank massivem Airplay für die Singles My Own Summer (Shove It) und Be Quiet and Drive (Far Away) bei MTV wurde das Album in den USA mit Platin sowie im Vereinigten Königreich und Australien jeweils mit Gold ausgezeichnet. Es folgten zahlreiche Tourneen mit Far, Will Haven, Limp Bizkit, Quicksand und Pitchshifter, spielten im Vorprogramm von Black Sabbath und nahmen an der Warped Tour 1998 und dem Ozzfest 1999 teil.
Ende 1999 schrieb die Band ihr drittes Studioalbum White Pony, welches erneut von Terry Date produziert, dieses Mal jedoch in Kalifornien aufgenommen wurde. Erstmals trat der Keyboarder und DJ Frank Delgado als festes Bandmitglied auf, während Sänger Chino Moreno erstmals als Rhythmusgitarrist wirkt. Mit White Pony distanzierte sich die Band vom Nu Metal und zeigte sich experimenteller und düsterer als zuvor. Als Gastsänger sind Maynard James Keenan (Tool, A Perfect Circle) bei dem Lied Passenger, Rodleen Getsic bei dem Lied Knife Prty und Scott Weiland (Stone Temple Pilots) bei dem Lied Rx Queen zu hören, wobei die Beteiligung von letzterem nicht genannt wird. Das Album erschien am 20. Juni 2000 und erreichte Platz drei der US-amerikanischen, Platz elf der deutschen und Platz 13 der britischen Albumcharts. Wie seine beiden Vorgänger erhielt das Album Platin in den USA und Gold im Vereinigten Königreich. Das Lied Elite wurde mit einem Grammy ausgezeichnet. Deftones tourten daraufhin mit Bands wie Glassjaw, Incubus, Taproot, Linkin Park, Godsmack, CKY und Puddle of Mudd und absolvierten ihre ersten Konzerte in Südamerika.

### Interne Spannungen (2001 bis 2007)

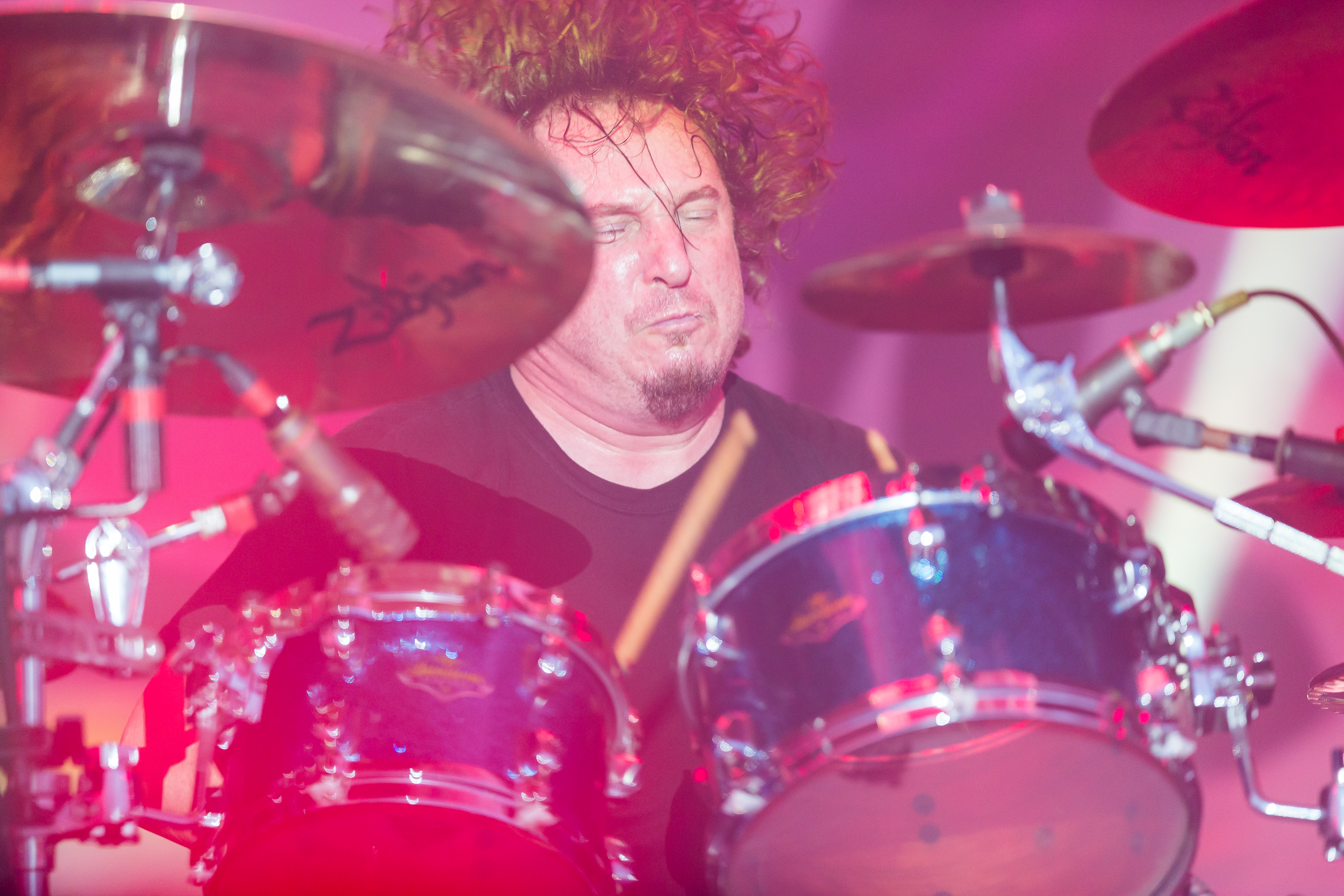
Schlagzeuger Abe Cunningham

Zu dieser Zeit intensivierten sich die Spannungen zwischen den Bandmitgliedern, insbesondere zwischen Gitarrist Carpenter und Sänger Moreno. Während die kreativen Spannungen laut Moreno auf White Pony die Musik positiv beeinflussten, wurden sie beim Entstehungsprozess des vierten Albums Deftones (2003) zunehmend zum Hindernis, sodass sich die Veröffentlichung stark verspätete. Die Band wandelte ihren Proberaum in Sacramento in ein Heimstudio um und nahmen das Album erneut mit Terry Date auf. Insgesamt beliefen sich die Produktionskosten auf rund 2,5 Millionen Dollar und die Band musste eine unbekannte Summe an ihr Plattenlabel zahlen, da die Musiker mehrere Deadlines verpassten. Schließlich erschien das Album am 20. Mai 2003 und erreichte Platz zwei der US-amerikanischen, Platz sieben der britischen und Platz acht der deutschen Albumcharts. In den USA wurde das Album mit einer goldenen Schallplatte ausgezeichnet. Nach der Albumveröffentlichung tourten die Deftones mit Dredg, A Perfect Circle, The Revolution Smile, Poison the Well, Thursday, Thrice und nahmen an der Summer Sanitarium genannten Stadiontournee von Metallica teil.
Am 4. Oktober 2005 wurde die Kompilation B-Sides and Rarities veröffentlicht, auf der sich Coverversionen von The Cure, Duran Duran, The Smiths, Jawbox und Lynyrd Skynyrd sowie Kollaborationen mit Jonah Matranga (Far, Gratitude) und B-Real von Cypress Hill befinden. Darüber hinaus enthält die Kompilation sämtliche bislang veröffentlichte Musikvideos. Währenddessen arbeitete die Band an ihrem fünften Studioalbum Saturday Night Wrist, bei dem die Deftones erstmals mit Bob Ezrin zusammenarbeiteten. Ihre Plattenfirma erwartete ein neues Album, da der Vorgänger nicht die kommerziellen Erwartungen erfüllt hätte. Nachdem die Musik fertig aufgenommen war, zögerte Moreno mit den Gesangsaufnahmen und ging schließlich mit seinem Projekt Team Sleep auf Tournee. Seine Bandkollegen diskutierten daraufhin, Moreno aus der Band zu werfen oder die Band gleich aufzulösen. Nach einer bandinternen Aussprache nahmen die Musiker die Arbeit wieder auf und veröffentlichten am 27. Oktober 2006 das Album Saturday Night Wrist. Gastmusiker sind Serj Tankian (System of a Down) bei dem Lied Mein und Annie Hardy (Giant Drag) bei dem Lied Pink Cellphone. Die erste Single, „Hole in the Earth“, erschien am 5. September 2006. Da die Band insgesamt sechs verschiedene Studios aufsuchten und zwei verschiedene Produzenten beteiligt waren, trug zusätzlich dazu bei, dass Saturday Night Wrist aus Einzelteilen zusammengesetzt werden musste. Das Album erreichte Platz zehn der US-amerikanischen, Platz 24 der deutschen und Platz 33 der britischen Albumcharts. Deftones spielten die Taste of Chaos-Tour mit Atreyu und die Family Values-Tour.

### Chengs Unfall und Fortsetzung mit Vega (2008 bis 2015)

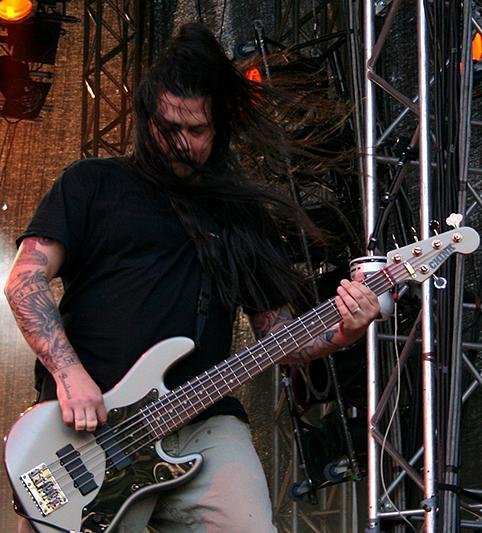
Ex-Bassist Chi Cheng

Am 4. November 2008 wurde Chi Cheng bei einem Autounfall in Santa Clara schwer verletzt und lag seitdem im Koma. Im Mai 2009 konnte er allerdings aus der Intensivstation verlegt werden und war unabhängig von lebenserhaltenden Maßnahmen. Zur Zeit des Unfalls arbeiteten Deftones mit Terry Date an einem Album mit dem Arbeitstitel Eros. Nach dem Unfall unterbrach die Band vorerst das Songwriting. Am 5. Februar 2009 gaben Deftones bekannt, dass Cheng vorerst durch Sergio Vega (Quicksand), einen Freund der Band, vertreten wird. Dieser hatte schon einmal 1999 mit Chengs Einverständnis ausgeholfen. Die Band beschloss, mit Vega die Band fortzuführen und begann neues Material zu schreiben. Das weit fortgeschrittene Album Eros wurde hingegen bis auf weiteres auf Eis gelegt. Am 30. April 2010 erschien das sechste Studioalbum Diamond Eyes, welches von Nick Raskulinecz produziert wurde und Platz sechs der US-amerikanischen, Platz acht der deutschen und Platz 26 der britischen Albumcharts. Im Herbst 2010 nahm die Band an der Blackdiamondskye-Tournee mit Alice in Chains und Mastodon teil. Es folgte eine ausgedehnte Tour, die auch in Deutschland in vielen Städten Halt machte. Darüber hinaus wurden Festivals, wie z. B. das Hurricane Festival und das Southside-Festival bespielt.
Nach der Tour gönnte sich die Band eine kurze Pause und die Bandmitglieder gingen ihren Nebenprojekten nach. Am 16. April 2011 veröffentlichten Deftones anlässlich des Record Store Days die LP Covers, die zahlreiche Coverversionen enthält. Mit Nick Raskulinecz nahm die Band dann ihr siebtes Studioalbum Koi No Yokan auf, welches am 12. November 2012 erschien. Der Albumtitel ist der japanische Ausdruck für „Vorahnung der Liebe“. Koi No Yokan erreichte Platz elf der US-amerikanischen, Platz 17 der deutschen und Platz 30 der britischen Albumcharts. Bei den Revolver Golden Gods Awards wurde Koi No Yokan als bestes Album ausgezeichnet. Am 13. April 2013 verstarb der ehemalige Bassist Chi Cheng im Alter von 42 Jahren an Herzversagen.

### Erneute Spannungen (2016 bis 2021)

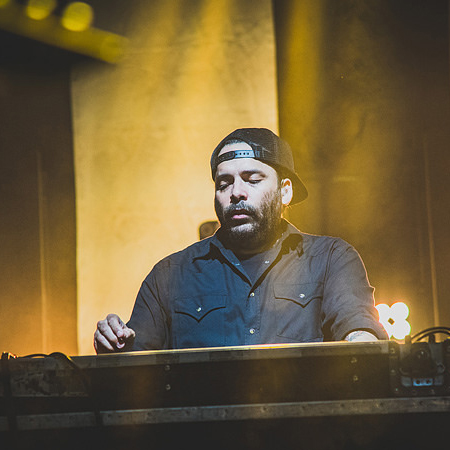
Keyboarder/DJ Frank Delgado

Nach einer erneuten Phase von Arbeiten an Nebenprojekten erschien am 8. April 2016 das achte Studioalbum Gore, welches von Matt Hyde produziert wurde. Bei dem Lied Phantom Bride ist Jerry Cantrell von Alice in Chains zu hören, der ein Gitarrensolo beisteuerte. Gitarrist Stephen Carpenter erklärte kurz vor der Albumveröffentlichung, dass er eigentlich gar nicht auf dem Album spielen wollte, da das Material nicht nach dem klang, was er sich erhofft hatte. Gore erreichte Platz zwei der US-amerikanischen, Platz fünf der britischen und Platz sieben der deutschen Albumcharts. Am 12. April 2016 trat die Band in der Late-Night-Show Jimmy Kimmel Live auf.
Bereits im März 2018 nahmen die Deftones die Arbeit an ihrem nächsten Studioalbum auf, bevor im Sommer 2019 die eigentlichen Aufnahmen begannen. Produziert wurde das Album von Terry Date und als Gastmusiker ist Zach Hill von der Band Death Grips zu hören. Das Album Ohms erschien schließlich am 25. September 2020 und erreichte jeweils Platz fünf der US-amerikanischen und britischen sowie Platz acht der deutschen Albumcharts. Das Titellied sowie das Lied Genesis wurde bei den Grammy Awards 2022 in den Kategorien Best Rock Performance bzw. Best Metal Performance nominiert. Am 11. Dezember 2020 veröffentlichte die Band anlässlich des 20-jährigen Jubiläums ihres Albums White Pony das Remixalbum Black Stallion. Mike Shinodas Version von Passenger wurde bei den Grammy Awards 2022 in der Kategorie Best Remixed Recording, Non-Classical ausgezeichnet.

### Gegenwart (seit 2022)
Im März 2022 verkündete die Band, dass der Bassist Sergio Vega die Band bereits Anfang des Vorjahres verlassen hat. Vega selbst erklärte, dass er nie ein vollwertiges Bandmitglied gewesen wäre und die Band ihm nur einen Vertrag unter den alten Konditionen anbot. Sein Nachfolger als Live-Bassist wurde Fred Sablan, der zuvor unter anderem bei Marilyn Manson spielte. Für die Europatournee im Sommer 2022 wurde der Gitarrist Stephen Carpenter durch Lance Jackman ersetzt. Carpenter erklärte in einem Statement, dass er „noch nicht bereit sei, sein Haus und sein Land zu verlassen“. Bei mehreren Live-Auftritten wurden 2024 die Gitarren-Parts von Chino Moreno von Shaun Lopez übernommen, mit dem Moreno ebenfalls bei seiner Band Crosses auf der Bühne steht.
Für den 22. August 2025 kündigten Deftones ihr zehntes Studioalbum Private Music an, welches von Nick Raskulinecz co-produziert wurde. Für das Frühjahr 2026 ist eine Europatournee geplant, bei der die Band von Denzel Curry und Drug Church begleitet werden.

## Stil
Neil Z. Yeung vom Onlinemagazin Allmusic bezeichnete die Deftones als „einer der Urväter der Nu-Metal-Bewegung“, die mit ihren individuellen Einflüssen einen „kunstvollen Alternative-Metal-Hybriden erschufen, der Schönheit mit Brutalität ausgleicht“. Sie waren einer der ersten Bands, die zwischen harten Riffs und geschrienem Gesang mit ätherischer Musik und beruhigendem Gesang und „beeinflusste damit eine Generation von Musikern“. In den 2000er und 2010er Jahren verschob die Band ihre klanglichen Grenzen weiter von mainstreamfreundlichen Songstrukturen weg zu ausgedehnten atmosphärischen Klängen. Die Musiker selbst nennen Bands wie Faith No More, Primus und Bad Brains als Haupteinflüsse. Sänger Chino Moreno nennt darüber hinaus noch Depeche Mode, The Cure und Duran Duran als Einflüsse.

## Umfeld

### Nebenprojekte
Deftones arbeiteten auch an einigen Nebenprojekten. So ist Chino Moreno an dem Projekt Team Sleep beteiligt. Außerdem gründete er mit seinem alten Freund sowie Gitarristen der Band Far, Shaun Lopez, die Band ††† (Crosses). Die Band hat zwei EPs und zwei Alben veröffentlicht sowie zunächst eine kleine Tour entlang der Westküste der USA und Südamerika gespielt, 2024 kamen sie erstmals auch auf Welttournee und spielten mehrere Shows und Festivals in Europa. Zudem spielt Moreno mit drei ehemaligen Mitgliedern von Isis in der Band Palms. Seit 2016 ist Moreno auch Teil der neuen Supergruppe Saudade mit Dr. Know (Bad Brains), John Medeski (Medeski, Martin & Wood), Chuck Doom (Team Sleep, Crosses) und Macky Jayson (Cro-Mags, Bad Brains). Abe Cunningham ist Teil des Projektes Phallucy, Stephen Carpenter spielt in Kush und Sol Invicto. Chi Cheng nahm für gute Zwecke CDs mit eigenen Gedichten auf.

### Dia de los Deftones

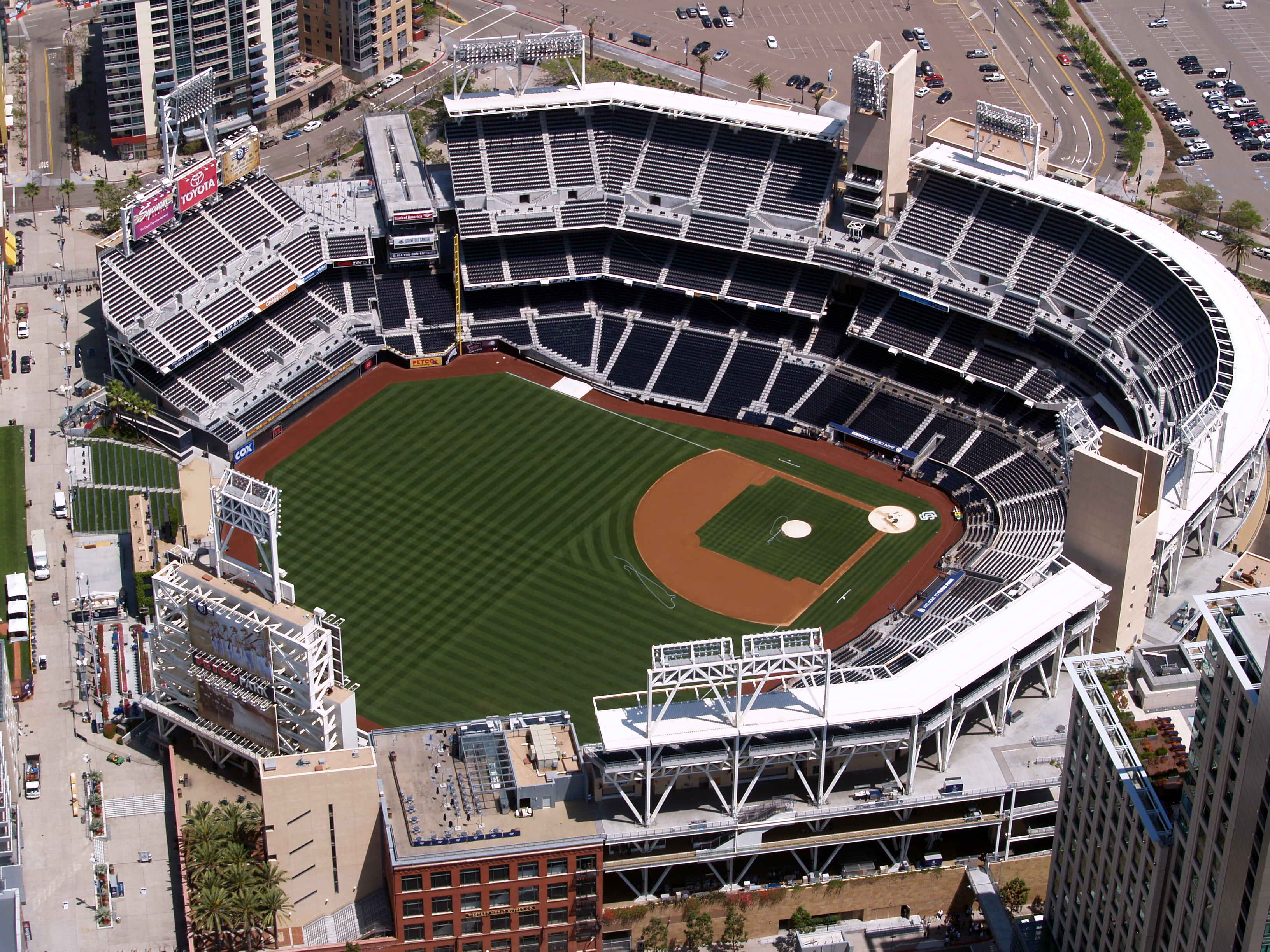
Der PETCO Park in San Diego

Seit 2018 veranstaltet die Band ihr eigenes Festival Dia de los Deftones (spanisch Tag der Deftones), welches stets im November stattfindet. Austragungsort ist der PETCO Park, ein Baseballstadion in der südkalifornischen Stadt San Diego. Die Deftones treten stets als Headliner des eintägigen Festivals auf und spielen dabei gerne Titel, die entweder noch nie oder seit vielen Jahren nicht mehr gespielt wurden. Die weiteren Künstler stammen aus verschiedenen musikalischen Bereichen wie Rap, Hip-Hop, Punk, Metal oder Pop. Wegen der COVID-19-Pandemie musste das Festival in den Jahren 2020 und 2021 ausfallen. Die folgenden Künstler traten bei den bisherigen Ausgaben neben den Deftones auf:
- 2018: Future, Mike Shinoda, Rocket from the Crypt, Doja Cat, Ho99o9, Vein, Vowws[34]
- 2019: Chvrches, JPEGMafia, Gojira, Hum, Youth Code, Brutus[35]
- 2020 und 2021: ausgefallen
- 2022: Turnstile, Phantogram, Freddie Gibbs, Audrey, Destroy Boys, Provoker, Cold Gawd[36]
- 2023: 100 Gecs, Knocked Loose, Doechii, Pinback, Pieri, Rile, Capra[37]
- 2024: Idles, Sunny Day Real Estate, Health, Paris Texas, Duster, Gel, Qendresa[38]
- 2025: Clipse, 2hollis, Rico Nasty, Deafheaven, Regulo Caro, Ecca Vandal, Glare, University[39]

## Diskografie
Studioalben

| Jahr | Titel Musiklabel                             | Höchstplatzierung, Gesamtwochen, AuszeichnungChartplatzierungen (Jahr, Titel, Musiklabel, Platzierungen, Wochen, Auszeichnungen, Anmerkungen) | Höchstplatzierung, Gesamtwochen, AuszeichnungChartplatzierungen (Jahr, Titel, Musiklabel, Platzierungen, Wochen, Auszeichnungen, Anmerkungen) | Höchstplatzierung, Gesamtwochen, AuszeichnungChartplatzierungen (Jahr, Titel, Musiklabel, Platzierungen, Wochen, Auszeichnungen, Anmerkungen) | Höchstplatzierung, Gesamtwochen, AuszeichnungChartplatzierungen (Jahr, Titel, Musiklabel, Platzierungen, Wochen, Auszeichnungen, Anmerkungen) | Höchstplatzierung, Gesamtwochen, AuszeichnungChartplatzierungen (Jahr, Titel, Musiklabel, Platzierungen, Wochen, Auszeichnungen, Anmerkungen) | Höchstplatzierung, Gesamtwochen, AuszeichnungChartplatzierungen (Jahr, Titel, Musiklabel, Platzierungen, Wochen, Auszeichnungen, Anmerkungen) | Anmerkungen                                                  |
| Jahr | Titel Musiklabel                             | DE | AT | CH | UK | US | Rock | Anmerkungen                                                  |
| ---- | -------------------------------------------- | --- | --- | --- | --- | --- | --- | ------------------------------------------------------------ |
| 1995 | Adrenaline Maverick • Warner Bros. (WMG)     | — | — | — | UK— GoldUK | US— PlatinUS | — | Erstveröffentlichung: 1. Oktober 1995 Verkäufe: + 1.135.000  |
| 1997 | Around the Fur Maverick • Warner Bros. (WMG) | — | — | — | UK56 Gold · (1 Wo.)UK | US29 Platin · (17 Wo.)US | — | Erstveröffentlichung: 28. Oktober 1997 Verkäufe: + 1.142.500 |
| 2000 | White Pony Maverick (WMG)                    | DE11 (13 Wo.)DE | AT39 (8 Wo.)AT | CH68 (4 Wo.)CH | UK13 Gold · (3 Wo.)UK | US3 Platin · (40 Wo.)US | Rock35 a (2 Wo.)Rock | Erstveröffentlichung: 12. Juni 2000 Verkäufe: + 1.217.500    |
| 2003 | Deftones Maverick (WMG)                      | DE8 (5 Wo.)DE | AT20 (6 Wo.)AT | CH19 (7 Wo.)CH | UK7 Silber · (4 Wo.)UK | US2 Gold · (13 Wo.)US | — | Erstveröffentlichung: 20. Mai 2003 Verkäufe: + 635.000       |
| 2006 | Saturday Night Wrist Maverick (WMG)          | DE24 (2 Wo.)DE | AT18 (3 Wo.)AT | CH31 (4 Wo.)CH | UK33 Silber · (1 Wo.)UK | US10 (8 Wo.)US | Rock4 (2 Wo.)Rock | Erstveröffentlichung: 31. Oktober 2006 Verkäufe: + 60.000    |
| 2010 | Diamond Eyes Reprise Records (WMG)           | DE8 (3 Wo.)DE | AT13 (4 Wo.)AT | CH11 (4 Wo.)CH | UK26 Silber · (2 Wo.)UK | US6 (14 Wo.)US | Rock2 (12 Wo.)Rock | Erstveröffentlichung: 4. Mai 2010 Verkäufe: + 60.000         |
| 2012 | Koi No Yokan Reprise Records (WMG)           | DE17 (2 Wo.)DE | AT25 (1 Wo.)AT | CH22 (2 Wo.)CH | UK30 Silber · (2 Wo.)UK | US11 (15 Wo.)US | Rock5 (15 Wo.)Rock | Erstveröffentlichung: 9. November 2012 Verkäufe: + 60.000    |
| 2016 | Gore Reprise Records (WMG)                   | DE7 (2 Wo.)DE | AT7 (2 Wo.)AT | CH10 (3 Wo.)CH | UK5 (2 Wo.)UK | US2 (6 Wo.)US | Rock2 (15 Wo.)Rock | Erstveröffentlichung: 8. April 2016                          |
| 2020 | Ohms Reprise Records (WMG)                   | DE8 (3 Wo.)DE | AT11 (1 Wo.)AT | CH5 (3 Wo.)CH | UK5 (1 Wo.)UK | US5 (2 Wo.)US | Rock2 (3 Wo.)Rock | Erstveröffentlichung: 25. September 2020                     |

grau schraffiert: keine Chartdaten aus diesem Jahr verfügbar